# Пођо Ај Грили (Ливорно)
Пођо Ај Грили је насеље у Италији у округу Ливорно, региону Тоскана.
Према процени из 2011. у насељу је живело 33 становника. Насеље се налази на надморској висини од 37 м.